# Ali Hazelwood
Ali Hazelwood – pseudonim pisarski włoskiej profesor neurobiologii oraz twórczyni romansów. Jej historie koncentrują się wokół środowiska akademickiego, a zwłaszcza wokół kobiet zajmujących się dziedzinami ścisłymi. Jej debiutancka powieść, The Love Hypothesis, była bestsellerem dziennika „The New York Times”.

## Kariera pisarska
Hazelwood napisała The Love Hypothesis po tym, jak agent literacki skontaktował się z nią w sprawie jej publikowanego w sieci fanfiction.
W 2022 roku opublikowała trzy opowiadania, które następnie zostały wydane w jednej książce pod tytułem Loathe to Love You (2023).
Jej druga powieść Love on the Brain została opublikowana 23 sierpnia 2022.

## Życie prywatne
Urodziła się i wychowała we Włoszech, mieszkała w Japonii i Niemczech, następnie przeniosła się do Stanów Zjednoczonych, aby kontynuować doktorat w neurobiologii. 
Ma męża i dwa koty.

## Twórczość

### Powieści
- The Love Hypothesis (2021), wyd. polskie w 2022, wyd. You & YA
- Love on the Brain (2022)
- Love, Theoretically (2023)
- Check & Mate (2023)

### Opowiadania
- The STEMinist Novellas Series  (Loathe to Love You, 2023)
  - Pod jednym dachem (org.Under One Roof, 2022), wyd. polskie w 20232, wyd. You & YA
  - Skazani na siebie (org. Stuck with You, 2022), wyd. polskie w 2023, wyd. You & YA
  - Poniżej zera (org. Below Zero, 2022), wyd. polskie w 2023, wyd. You & YA